# ダンテ・スピノッティ
ダンテ・スピノッティ（Dante Spinotti, 1943年8月22日 - ）は、イタリア・ウーディネ出身の映画撮影監督。

## 経歴
イタリアでテレビ番組の制作に携わっていたが、1985年にプロデューサーのディノ・デ・ラウレンティスに招かれて渡米、マイケル・マン監督の『刑事グラハム/凍りついた欲望』の撮影を手がける。以来、マン監督作品をはじめとして多くのハリウッド映画の撮影に携わっている。これまで二度アカデミー賞にノミネートされている。

## 主な作品
- 刑事グラハム/凍りついた欲望 Manhunter （1986年）
- 聖なる酔っぱらいの伝説 La Leggenda del santo bevitore （1988年）
- フォエバー・フレンズ Beaches （1988年）
- ハドソン・ホーク Hudson Hawk （1990年）
- 恋のためらい/フランキーとジョニー Frankie and Johnny （1991年）
- ラスト・オブ・モヒカン The Last of the Mohicans  （1992年）
- 瞳が忘れない/ブリンク Blink （1994年）
- ネル Nell （1994年）
- クイック&デッド The Quick and the Dead （1995年）
- ヒート Heat （1995年）
- 明日を夢見て L'Uomo delle stelle （1995年）
- マンハッタン・ラプソディ The Mirror Has Two Faces （1996年）
- L.A.コンフィデンシャル L.A. Confidential （1997年）
- カーラの結婚宣言 The Other Sister （1999年）
- インサイダー The Insider （1999年）
- ワンダー・ボーイズ Wonder Boys （2000年）
- 天使のくれた時間 THE FAMILY MAN （2000年）
- バンディッツ Bandits （2001年）
- ピノッキオ Pinocchio （2002年）
- レッド・ドラゴン Red Dragon （2002年）
- ダイヤモンド・イン・パラダイス After the Sunset （2004年）
- プリズン・ブレイク Prison Break （2005年）
- X-MEN:ファイナル ディシジョン X-Men: The Last Stand （2006年）
- 彼が二度愛したS Deception （2008年）
- 幸せのきずな Flash of Genius （2008年）
- パブリック・エネミーズ Public Enemies （2009年）
- ナルニア国物語/第3章:アスラン王と魔法の島 The Chronicles of Narnia: The Voyage of the Dawn Treader （2010年）
- ペントハウス Tower Heist （2011年）
- セックス・トラフィック 悪夢の週末 Traffik　（2018年）
- ブラック アンド ブルー "Black and Blue (2019年)
- ファタール Fatale (2020年)